# Wilhelm Neumann
Georg Joachim Wilhelm Neumann (Guhrau, 14 giugno 1826 – Berlino, 16 marzo 1907) è stato un architetto tedesco.

## Biografia
Originariamente un ufficiale, dopo essersi congedato come tenente, divenne architetto. Nel 1863 divenne membro dell'Associazione degli architetti di Berlino. Dal 1870 lavorò come ispettore edile nel dipartimento delle costruzioni del Ministero dei lavori pubblici prussiano. Fu a capo del Dipartimento di costruzione imperiale presso il Ministero dell'Interno e direttore responsabile di numerosi nuovi edifici nella capitale Berlino. Era proprietario terriero nella tenuta di Ralow (Dreschvitz a Rügen). Occasionalmente viene scambiato per il giovane Wilhelm Neumann, che ha lavorato come architetto principalmente a Riga. È autore del progetto, poi modificato, della casa Haus Wahnfried a Bayreuth, in cui visse dal 1874 fino alla morte, nel 1883, il compositore Richard Wagner. 
Wilhelm Neumann morì nel 1907 all'età di 80 anni, a Berlino. Fu sepolto nel vecchio cimitero dei Dodici Apostoli a Schöneberg . La tomba non è stata conservata.